# هاميلتون
هاميلتون (بالإنجليزية: City of Hamilton)‏ إحدى مدن وموانئ مقاطعة أنتاريو الكندية الواقعة في شبه جزيرة نياغارا على بحيرة أنتاريو - على الحدود مع الولايات المتحدة. يعتقد أن الذي بناها جورج هاملتون عندما اشترى دوراند المزرعة بعد وقت قصير من حرب 1812، هاميلتون أصبحت من المراكز المكتظة بالسكان والمنطقة الصناعية في الغرب في نهاية بحيره أونتاريو المعروفة باسم حدوة الحصان الذهبي. السكان في هذه المدينة يعرفون ب hamiltonians. وتعتبر هاملتون تاسع أكبر مدينة في كندا وثالث أكبر مدينة في أونتاريو من حيث المساحة.

## معالم المدينة
من أبرز معالم هاملتون هو الحدائق النباتية الملكية، ومتحف التراث الكندي حربية، أثر بروس، جامعة ماكماستر وكليات عديدة. يشار إلى أنه هناك العديد من أفلام السينما والتلفزيون والإنتاج التي تم تصويرها في هاملتون، ينظمها مكتب والسينما والتلفزيون. وبحيرة هاملتون تعتبر من أكثر البحيرات الطبيعية والجذابة في العالم وتُسمى حوض السباحة أو حوض هاملتون. تكونت بسبب عوامل تعرية المياه فأصبحت تشبه الكهف أو المغارة.
وتوجد بحيرة هاملتون داخل مغارة صخرية يتدفق إليها الشلالات والمياه الجوفية من عدة أماكن وهذا هو سبب نقاء المياه في البحيرة، وتتصل البحيرة عن طريق تدفق مياه الأنهار الجوفية فيها إلى نهر بدرنالس والذي بدوره هو أحد روافد نهر كولورادو، ولا يسمح بالدخول إلى البحيرة لغرض السباحة إلا في أوقات محددة تضعها إدارة المحمية ويجب أن تكون سيرا على الأقدام
لأن البحيرة تشكلت بعد سقوط وانهيار قبة جبل بفعل جريان المياه الجوفية أسفل منه. ويُحضر الصيد داخل هذه المحمية أو نصب مخيمات أو إشعال نيران لغرض الطبخ وغيرها.
ومسمى هاملتون يعود لرجل اشترى الأرض يدعى مورغان جيم هاملتون عام 1880. وشقيقه أندرو جاكسون هاملتون، كان حاكم ولاية تكساس، سُميت المغارة بإسمه تكريما له.

## السكان

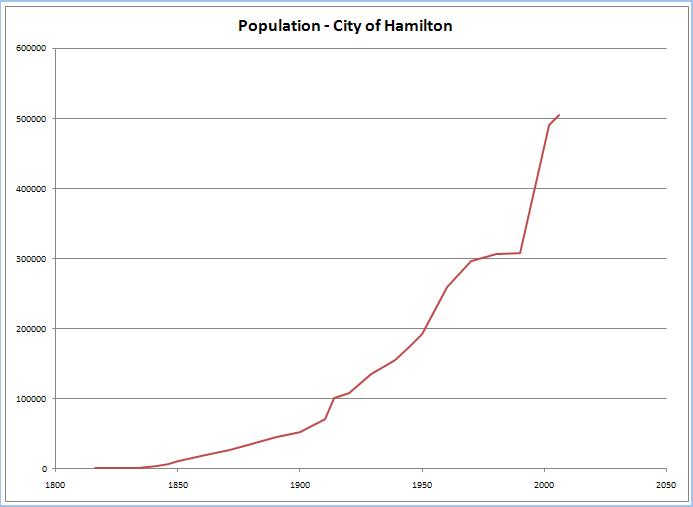
عدد سكان مدينة هاملتون 1816-2006

ووفقا لتعداد 2006 الكندية، أكثر من خمس السكان المحليين لم يولدوا في كندا. وهذا هو ثالث أعلى نسبة من هذا القبيل في كندا بعد تورنتو في 49 ٪، وفانكوفر في 24,4 ٪. وبين عامي 2001 و 2006، كان السكان المولودين في الخارج بنسبة 7,7 ٪، في حين أن عدد السكان الإجمالي للمنطقة العاصمة تعداد هاملتون. حصة كندا في الآونة الأخيرة من المهاجرين في تسوية هاملتون لم يتغير منذ عام 2001 على 1,9 ٪. واحد من نصفهم ولدوا في آسيا والشرق الأوسط، في حين أن ما يقرب من ربع (23 ٪) من أوروبا. وسكان هاملتون أيضا فيهم نسبة كبيرة من أصول الإنجليزية، الإسكتلندية والإيرلندية. أعلى البلدان التي ولدوا فيها للقادمين الجدد الذين يعيشون في هاملتون في التسعينات هي: يوغوسلافيا السابقة، بولندا، والهند، والصين، والفلبين، والعراق. ويتضح أن الأقليات تضم 22,8 ٪ من سكان أونتاريو، ترجع أساسا إلى نسب عالية في تورونتو. عدد السكان 84,8 ٪ من البيض، 3,0 ٪ في جنوب آسيا / شرق الهند، 2,8 ٪ من السود، 1,9 ٪ الصينية، 1,5 ٪ من السكان الأصليين، 1,2 ٪ دول جنوب شرق آسيا، 1,1 ٪ في أمريكا اللاتينية، 1,1 ٪ العربية، 0,8 ٪ الفلبينية، وغيرها من 1,8 ٪.
يعتبر الدين المسيحي الدين الرئيسي لسكان المدينة مع أنه الأديان الأخرى في ازدياد بسبب هجرة السكان الجدد. حيث يشكل الروم الكاثوليك عدد 35,48 ٪) أقل بكثير من المتوسط الوطني)، في حين أن المسيح الملك الكاتدرائية هي مقر الأبرشيه من هاملتون. النسبة المتبقية تتكون من الأرثوذكسية والكنائس المسيحية المستقلة. أكبر الطوائف غير الدين المسيحي هو الإسلام مع اتباع 12880 أو 1,96 في المائة من مجموع السكان. الأديان الأخرى، بما فيها اليهودية والبوذية والهندوسية.

## الاقتصاد
أهم نشاط اقتصادي في أونتاريو هي الصناعات التحويلية، وتورونتو - هاملتون المنطقة الصناعية تحتل القسم الأكبر من المدينة. المنطقة من أوشاوا، أونتاريو القاطع الغربي من بحيرة أونتاريو إلى شلالات نياغارا، مع هاملتون في المركز، هي المعروفة باسم «حدوة الحصان الذهبي» وكان عدد سكان 6704598 في التعداد السكاني لعام 2001. «حدوة الحصان الذهبي» العبارة الأولى التي تستخدمها ويستنغهاوس الرئيس، هربرت هاء روغ، في خطاب ألقاه أمام الغرفة التجارية هاملتون. هاملتون في 50 عاما ستكون إلى الأمام في المربط' حدوة الحصان الذهبي 'للتنمية الصناعية من أوشاوا إلى نياغرا النهر.